# Tchéquie
 (avril 2023).
Si vous disposez d'ouvrages ou d'articles de référence ou si vous connaissez des sites web de qualité traitant du thème abordé ici, merci de compléter l'article en donnant les références utiles à sa vérifiabilité et en les liant à la section « Notes et références ».
République tchèque
République tchèque
(cs) Česká republika
La Tchéquie, en forme longue la République tchèque, (en tchèque : Česko /ˈt͡ʃɛskɔ/  et Česká republika /ˈt͡ʃɛskaː ˈrɛpublɪka/ ), est un pays d'Europe centrale sans accès à la mer, entouré par la Pologne au nord-est, l'Allemagne au nord-ouest et à l'ouest, l'Autriche au sud et la Slovaquie à l'est-sud-est.
Le duché de Bohême est fondé au IXe siècle comme partie de la Grande-Moravie et devient un État vassal de la Francie orientale en 895 puis un État impérial du Saint-Empire romain germanique en 1002. Au sein de ce dernier, le pays devient un royaume en 1198. Au début de la guerre de Trente Ans, la défaite de la Révolte de Bohême lors de la bataille de la Montagne-Blanche aboutit à l'intégration du pays au sein de la monarchie de Habsbourg en 1620. Après la dissolution du Saint-Empire romain germanique en 1806, le pays fait partie de l'empire d'Autriche puis de son successeur, l'Autriche-Hongrie. Après la Première Guerre mondiale la Tchécoslovaquie est établie en 1918 et connaît une période de démocratie pendant l'entre-deux-guerres. Après l'occupation par l'Allemagne nazie de 1938 à 1945, un coup d'État en 1948 a transformé le pays en république communiste du bloc de l'Est pendant la guerre froide. En 1989, la révolution de Velours met fin au régime communiste et restaure la démocratie. La Tchéquie est indépendante depuis 1993 à l'issue de la scission de la République fédérale tchèque et slovaque, dernière forme de gouvernement de la Tchécoslovaquie établie après la chute du communisme.
Le pays est membre de l'OTAN depuis le 12 mars 1999 et fait partie de l'Union européenne depuis le 1er mai 2004.

## Toponymie
Les Tchèques sont des Slaves occidentaux arrivés au VIe siècle en Bohême (en allemand Böhmen, nom hérité du peuple celte des Boïens), contrée qui avait été peuplée de Marcomans germaniques lors des invasions barbares. Les Tchèques ont slavisé Böhmen en Bohumin, mais utilisent pour nommer leur pays le toponyme Čechy (/tʃexi/). La dénomination courte en français est « Tchéquie », la dénomination officielle (protocolaire) est « République tchèque ».
Le toponyme Čechy provient de Čech (/tʃex/), ancêtre éponyme mythique. Au Moyen Âge les chroniques, tenues par des clercs écrivant en latin, mentionnent le « royaume de Bohême » (regnum Bohemiae). Plus tard le royaume de Bohême passe des Přemyslides à la maison de Luxembourg qui occupa le trône impérial aux XIVe et XVe siècles puis se fondit dans la maison de Habsbourg qui lui succéda. Avec la Silésie, il est qualifié de « Pays de la couronne de Bohême » (Země Koruny české).
Pavel Stránský de Záp, écrivain tchèque du XVIIe siècle, écrit, alors qu'il est en exil, le livre Respublica Bojema (« À propos de l'État tchèque »). Il y donne un compte rendu général du royaume de Bohême avant 1620 : « Le pays se trouve dans l'œuvre européenne du monde habité par ma nation » (la nation tchèque) « est généralement appelée » (Čechy en tchèque ou Bohemia en latin) « Bojemia, Bohemia, Boemia, également Czechia » (Tchéquie). « Selon les enseignements des géographes, ils commencent à l'ouest entre les 34e et 35e degrés de longitude et s'étendent un peu plus loin jusqu'au 38e degré, de la limite sud entre les 48e et 49e degrés, il s'étend jusqu'au 51e degré. »[réf. nécessaire]

### Tchéquie, pays tchèques et République tchèque
Quand en 1918 les Slaves de l'Ouest s'émancipent de la tutelle austro-hongroise (les Slovaques ont passé mille ans sous la domination hongroise et les Tchèques près de quatre siècles sous celle de souverains allemands, notamment les Habsbourg), le nom du nouveau pays devient la Tchécoslovaquie (Československo), agrégation de Česko (« Tchéquie ») et Slovensko (« Slovaquie ») dérivés des adjectifs český (« tchèque », voir « pays tchèques ») et slovenský (« slovaque », voir « Slovaquie ») avec le suffixe -sko qui sert, en tchèque et en slovaque, à former le nom d'un pays. Le terme Česko est ainsi un néologisme traduit en français par Tchéquie, à ne pas assimiler au toponyme Čechy qui désigne uniquement la Bohême.
L'Institut de la langue tchèque, équivalent tchèque de l'Académie française, n'a ni imposé ni réfuté le mot Česko : il lui consacre un long chapitre didactique et explicatif sur son site. Il est en revanche prôné par l'Office tchèque des levés, de la cartographie et du cadastre (cs) (Český úřad zeměměřický a katastrální) en 1993 comme étant le « toponyme correct » du pays. Le ministère des Affaires étrangères lui emboîte alors le pas et recommande ce nom, dûment adapté à chaque langue, sur son site. La commission de toponymie de l'ONU recommande, pour le français, l'usage du terme République tchèque, tout en reconnaissant l'existence de cette forme courte.
Le 14 avril 2016 les plus hauts dirigeants du pays prennent la décision d'adopter officiellement la forme courte Tchéquie — en plus de la forme longue République tchèque —, et ce malgré les divergences persistantes à ce sujet. Ils estiment que cette dénomination sera plus pratique pour l'identification du pays à l'étranger. Le changement de nom sera enregistré auprès de l'ONU.
Le 5 juillet 2016 l'Organisation des Nations unies enregistre le nom court Tchéquie dans les Directives toponymiques du GENUNG.

### Bohême et Moravie
Le mot « Tchèque » (český) est ambigu, car il peut désigner soit une appartenance ethnique (Češi) à l'ensemble des locuteurs de la langue tchèque (čeština), soit une appartenance juridique à l'ensemble des citoyens de la République tchèque (čeští občané), soit une appartenance géographique (Čech) au pays historique de Bohême (Čechy) et elle seule, ce qui en exclut les « Moraves » (Moravané, moravský), habitants du pays historique de « Moravie » (Morava). La Constitution de la République tchèque de 1993 parle de l'État des Pays tchèques. Selon la constitution le territoire de la République tchèque est défini comme celui de la « communauté territoriale des citoyens » (územní společenství občanů).
Le mot « Tchéquie » (Česko) est lui aussi, par conséquent, ambigu,, tant sur le plan cartographique,,,,, que linguistique, désignant tantôt la Bohême seule (par traduction du tchèque Čechy), tantôt la République (désignée par l'adjectif česka),,,,,. C'est pour éviter ces confusions, peu appréciées des Moraves, que les autorités tchèques insistaient pour que dans toutes les langues leur État soit désigné par le syntagme officiel « République tchèque » (Česká republika ). Depuis 2016 les autorités tchèques ont commencé à utiliser la forme courte dans toutes les langues,.

### Boïens, Bohême et «Bohème»
Le nom « Bohême » vient de la tribu celte qui résidait dans cette région au IIIe siècle av. J.-C. : les Boïens. Ceux-ci furent chassés de cette région ou absorbés d'abord par les Germains (Marcomans, Quades, Ruges), ensuite par les Slaves qui venaient du bassin de la Dniepr au VIe siècle apr. J.-C.. Au XVe siècle, lorsque des Français demandèrent à des Roms qui avaient quitté la Bohême pour venir en Europe occidentale, d'où ils venaient, ils répondirent « de Bohême », et c'est ainsi qu'on appela ces artisans nomades « Bohémiens ». Leur liberté d'aller et venir au gré des travaux qu'on leur confiait ou des spectacles qu'ils donnaient a été qualifiée de « vie de bohème » (avec un accent grave), que l'on retrouve dans le titre de l'opéra La Bohème de Giacomo Puccini.

## Histoire

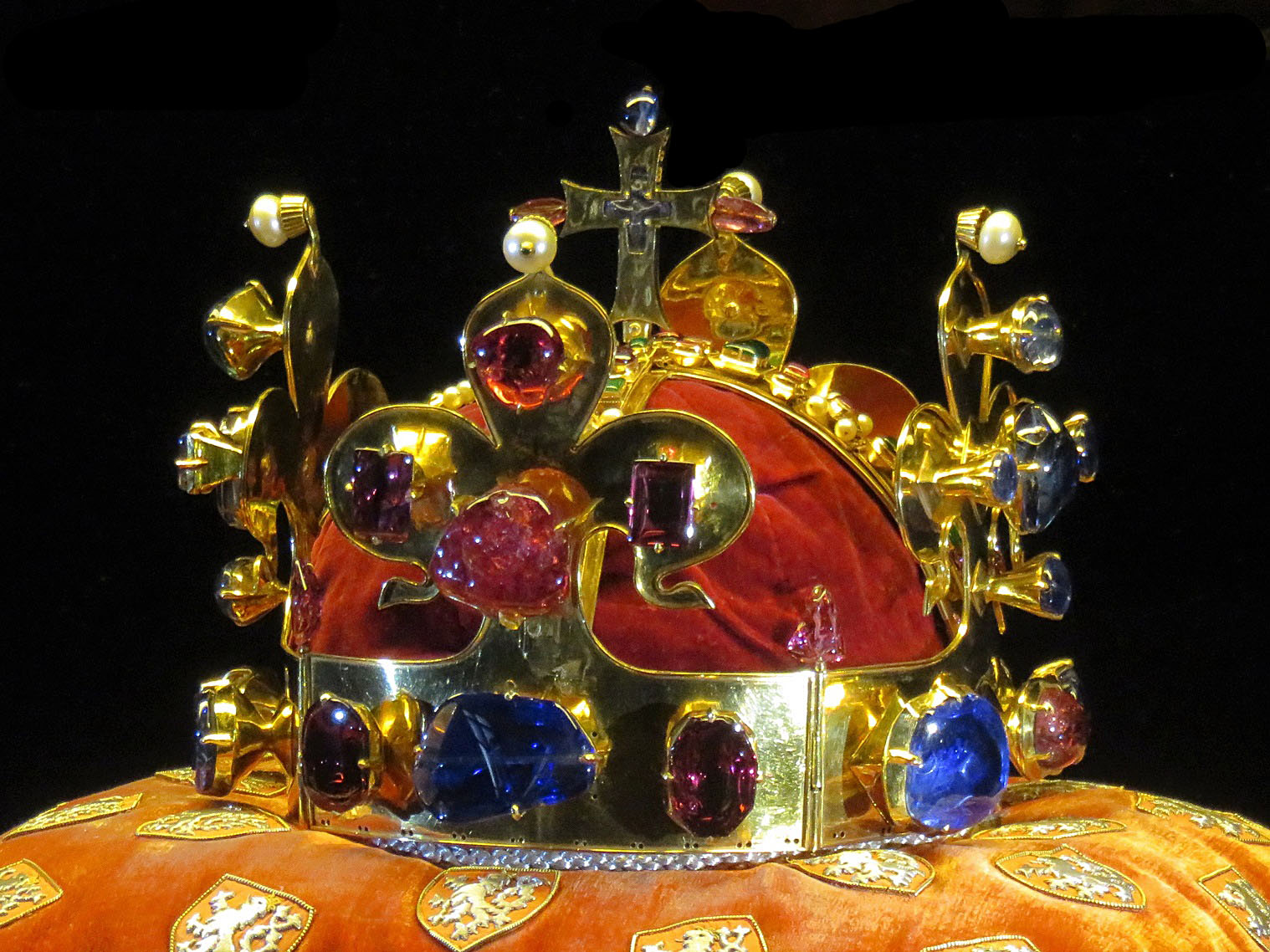
La couronne de saint Venceslas.

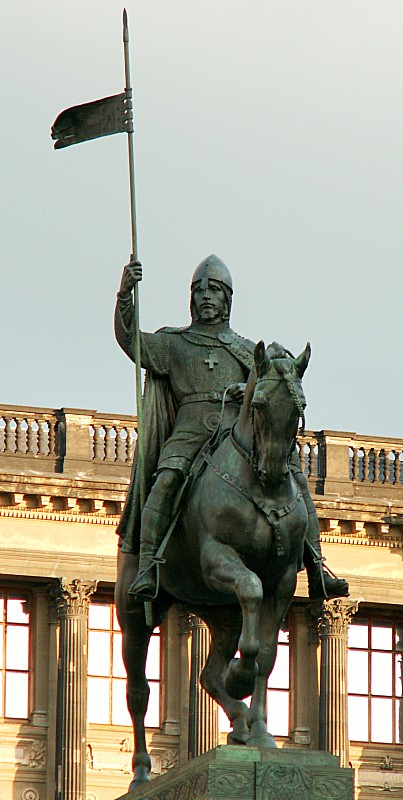
Statue équestre de Venceslas Ier, duc de Bohême (saint Venceslas), l'un des fondateurs de l'État tchèque, à Prague.

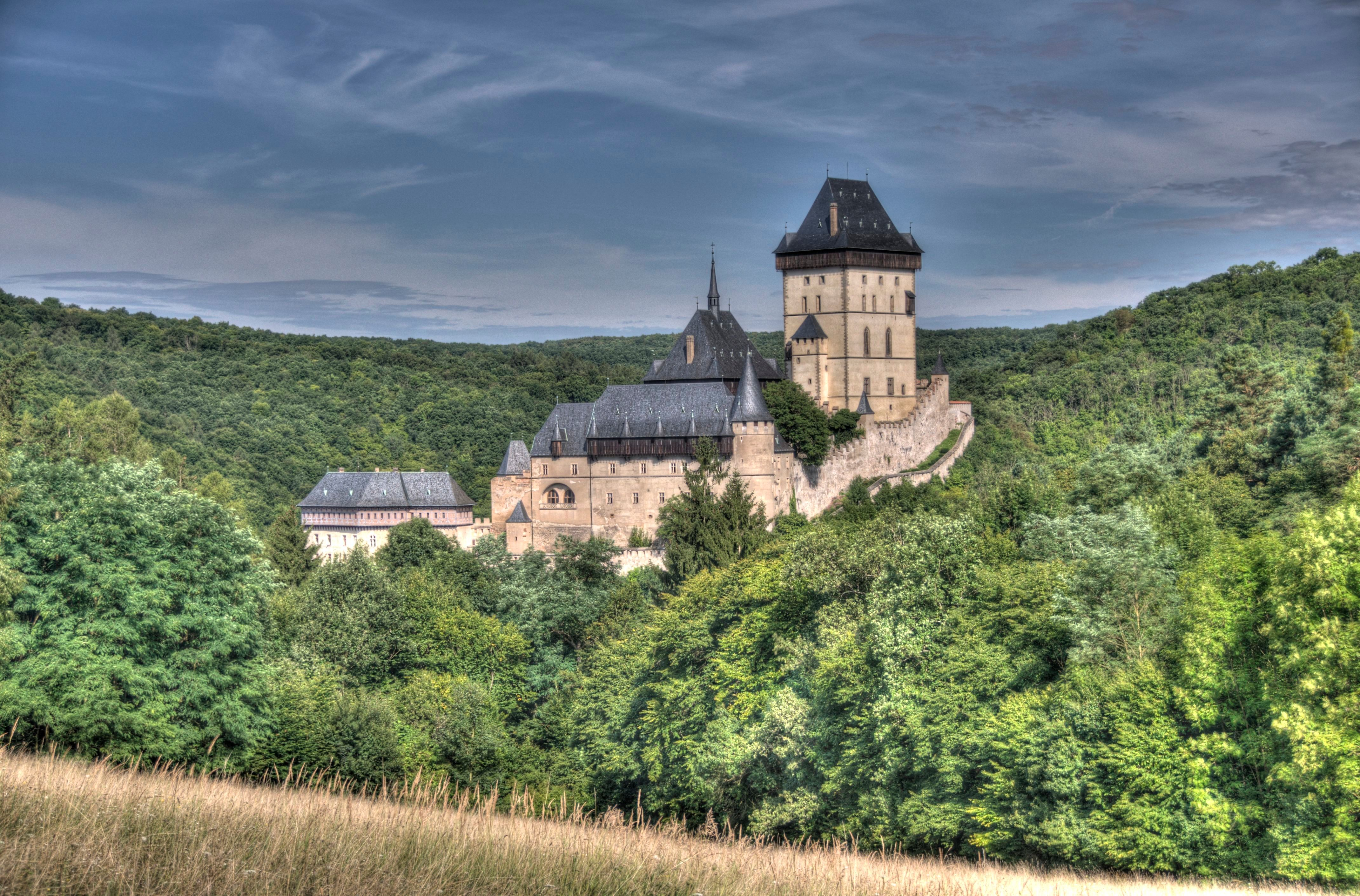
Le château de Karlštejn près de Prague.

La Tchéquie est formée par les anciennes provinces historiques européennes de Bohême, de Moravie et de Silésie méridionale, qui constituaient la Couronne de Saint Venceslas au sein du Saint-Empire romain germanique, puis de l'Empire d'Autriche devenu l'Autriche-Hongrie.
Après la dislocation de l'Autriche-Hongrie à la fin de la Première Guerre mondiale, les Tchèques, les Slovaques et les Ruthènes subcarpatiques, qui aspiraient depuis longtemps à l'autonomie, forment la Tchécoslovaquie, dont Tomáš Masaryk (1850–1937) est le premier président. En 1935 Edvard Beneš (1888–1948) lui succède. Le régime politique de l'entre-deux-guerres est une démocratie parlementaire instituée par la Constitution de 1920. Sur le plan économique, le pays connaît une forte prospérité : la Tchécoslovaquie fait partie des dix premières puissances industrielles de l'époque. Cette première Tchécoslovaquie est très diminuée en 1938 par les accords de Munich, lorsque l'Allemagne nazie annexe la région des Sudètes. Elle disparaît en mars 1939 quand l'Allemagne annexe la Bohême et la Moravie, créant un « protectorat de Bohême-Moravie » sous administration militaire, tandis que la République slovaque proclame son indépendance, mais devient un Etat fantoche du Troisième Reich.
Néanmoins, la résistance se met en place tant à l'intérieur qu'à l'extérieur. Edvard Beneš organise un gouvernement en exil réfugié à Londres qui combat aux côtés des Alliés. En 1942 des résistants assassinent Reinhard Heydrich, gouverneur de la Bohême-Moravie. En représailles, l'occupant nazi extermine le village de Lidice. En 1945 les troupes soviétiques entrent dans Prague, tandis que les Américains s'avancent jusqu'à Pilsen.
Reconstituée en 1945, la Tchécoslovaquie doit céder à l'URSS la Ruthénie subcarpathique. En 1946, des élections sous pression soviétique donnent aux communistes la majorité des voix : leur chef Klement Gottwald devient président du Conseil. Il refuse le plan Marshall en 1947 puis, en février 1948, prend le pouvoir lors du coup de Prague, faisant de la Tchécoslovaquie un satellite de l'URSS pendant la Guerre froide. Le Parti communiste devient parti unique. Les années 1950 sont celles des procès staliniens qui atteignent même les hauts dignitaires du Parti, comme Rudolf Slánský, secrétaire général depuis 1945. L'un des protagonistes, Artur London, relate ces procès dans son ouvrage L'Aveu. Sur le plan économique, le nouveau régime nationalise tout le secteur privé et met en place une économie de type soviétique avec des plans quinquennaux. La Tchécoslovaquie adhère au Conseil d'assistance économique mutuelle (Comecon) dès 1949. En 1955 elle adhère au Pacte de Varsovie.
En 1968, Alexander Dubček lance un programme de réformes destiné à démocratiser le régime et appelé « Printemps de Prague ». Les oligarques communistes du bloc de l'Est refusent d'envisager l'avènement de ce « socialisme à visage humain » et l'Armée rouge envahit la Tchécoslovaquie en août de la même année pour y imposer par les armes la « normalisation » c'est-à-dire le retour à la dictature du Parti unique ; Gustáv Husák remplace Dubček à la tête du Parti en 1969 et devient président de la République en 1975. La réaction désespérée du jeune Jan Palach marquera les esprits y compris en Occident. En 1977, un groupe de dissidents crée la Charte 77 en appelant le gouvernement à respecter les engagements pris sur les droits de l'Homme à Helsinki en 1975 lors de la Conférence sur la sécurité et la coopération en Europe. L'arrivée de Mikhaïl Gorbatchev au pouvoir en URSS permet de nouveaux espoirs de démocratisation, et le 17 novembre 1989, à l'occasion du cinquantième anniversaire de la répression de 1949[pas clair], débute la « révolution de Velours » qui, le 30 décembre porte le dissident tchèque Václav Havel à la présidence de la République tchécoslovaque.
Les premières élections libres sont organisées en 1990 avec une participation de 96 %. En juillet 1990, Václav Havel est réélu président de la République, renouant avec la tradition démocratique de l'entre-deux-guerres.
Après un épisode fédéral (la « Tchéco-Slovaquie » ou République fédérale tchèque et slovaque), la Tchécoslovaquie disparaît le 1er janvier 1993, d'un commun accord entre les autorités tchèques et slovaques, issues des élections de juin 1992 (d'où le nom de « partition de velours »), laissant place à la République tchèque (Tchéquie, pays tchèques) et à la République slovaque (Slovaquie).
En février 1993 Václav Havel devient le premier président de la nouvelle République tchèque réélu pour un deuxième mandat de cinq ans au terme de la Constitution de décembre 1992. En 2003 Václav Klaus (qui a été Premier ministre entre 1992 et 1996) est élu à la présidence de la République (réélu en 2008).
Le président Václav Klaus nomme comme Premier ministre Stanislav Gross en août 2004. Le 25 avril 2005 celui-ci remet au président Klaus sa démission à la suite d'un scandale patent sur l'origine douteuse de sa fortune personnelle. Jiří Paroubek, ministre du Développement régional dans le gouvernement de M. Gross, le remplace alors.
Les élections législatives du 4 juin 2006 débouchent sur un « pacte électoral » : la gauche et la droite, y compris les Verts, disposent chacune de 100 députés et aucun des deux blocs n'a la majorité. Après six mois de laborieuses tractations, Mirek Topolánek, leader de la droite, reçoit enfin l'investiture du Parlement tchèque le 19 janvier 2007, grâce à l'absence volontaire de deux députés socialistes. Les observateurs estiment que ce gouvernement de coalition réunissant le Parti démocratique civique, l'Union chrétienne-démocrate - Parti populaire tchécoslovaque et le Parti vert (parti écologiste) disposera d'une majorité trop fragile pour conduire son programme de réformes.

## Politique

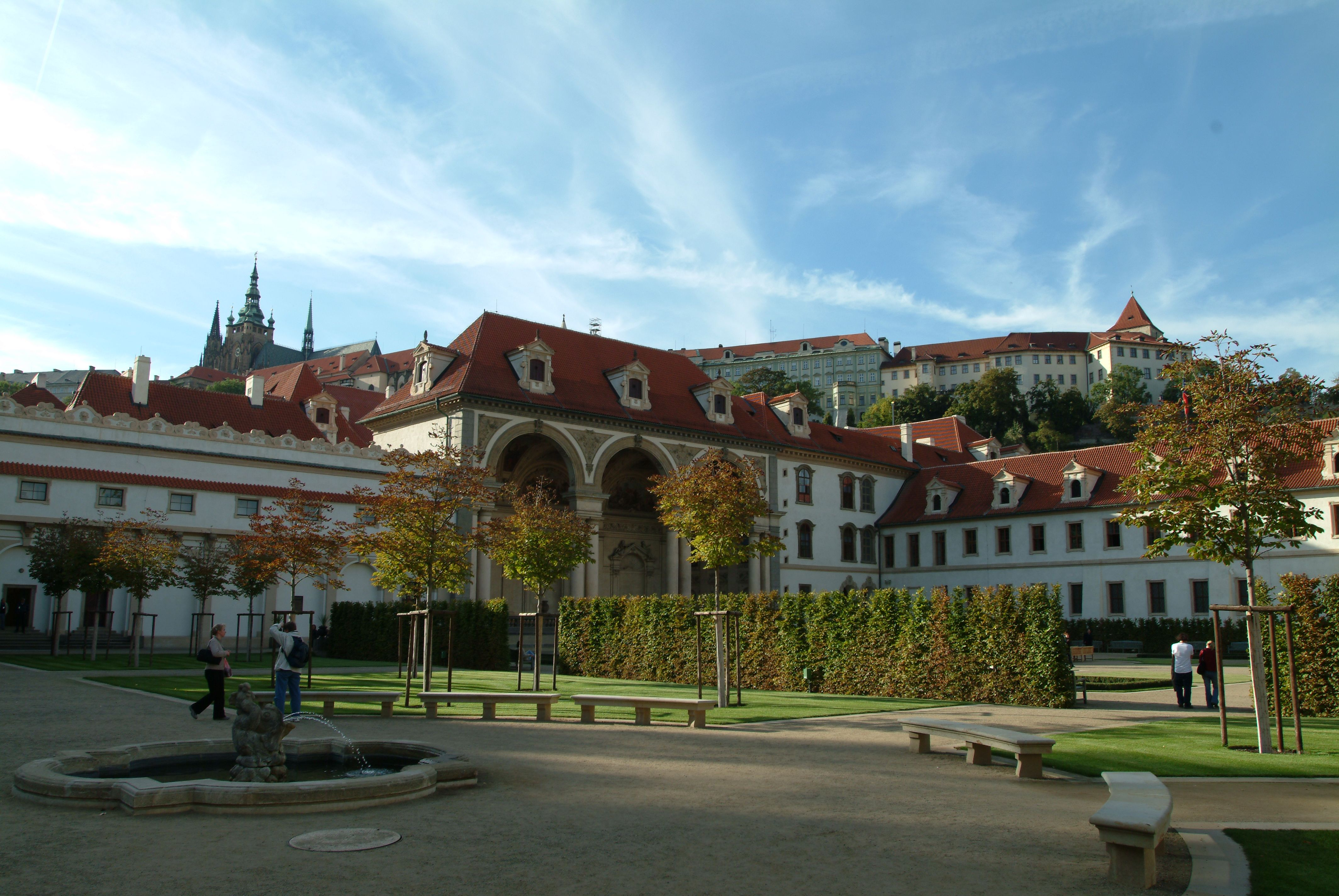
Siège du Sénat de la République tchèque.

La Constitution de la Tchéquie a été adoptée en décembre 1992 et amendée à plusieurs reprises. La Tchéquie est une république parlementaire, démocratique et pluraliste. Le président est élu pour cinq ans par un vote populaire ; son rôle est essentiellement honorifique. Il nomme le président du gouvernement, qui exerce le pouvoir exécutif. Le président du gouvernement dirige l'action du gouvernement ; celui-ci est responsable politiquement devant la Chambre des députés qui peut le renverser par le vote d'une motion de censure.
Le Parlement est constitué de la Chambre des députés (en tchèque : Poslanecká sněmovna), composée de 200 membres élus pour quatre ans, et du Sénat (en tchèque : Senát) dont les 81 membres sont élus pour six ans et renouvelés par tiers tous les deux ans.
La Cour constitutionnelle contrôle la constitutionnalité des lois. Elle peut être saisie par tout justiciable lors d'un procès, s'il estime qu'une loi n'est pas conforme à la Constitution.
Un amendement du Code pénal signé en 2025 par le président tchèque Petr Pavel criminalise la promotion du communisme et prévoit des peines allant jusqu'à cinq ans de prison pour toute personne qui défendrait cette idéologie. 

### Relations avec l'Union européenne

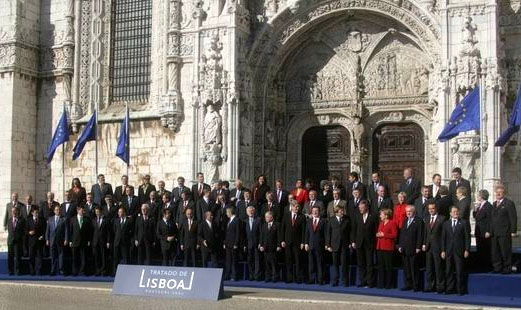
La Tchéquie a signé le traité de Lisbonne en 2007.

Le 4 octobre 1993 la République tchèque et l'Union européenne signent un Accord d'association qui entre en vigueur le 1er février 1996. Le 31 mars 1998, les négociations d'adhésion commencent et aboutissent, le 14 avril 2003 à l'approbation par le Conseil européen de l'adhésion. En conséquence de cette décision, le 16 avril 2003, a lieu la signature du traité d'adhésion.
Par référendum en date du 14 juin 2003, 77,3 % des Tchèques votants (avec une participation de 55,21 % des inscrits) approuvent l'adhésion et le 1er mai 2004, la République tchèque devient membre de l'Union européenne.
Le 21 décembre 2007, la République tchèque intègre l'espace Schengen.
Du 1er janvier 2009 au 30 juin 2009, la République tchèque assure pour la première fois la présidence du Conseil de l'Union européenne. Son président, eurosceptique, n'œuvre pas à une présidence active ; une crise politique majeure s'ouvre au sein du gouvernement tchèque[réf. souhaitée] lors de cette présidence. Bien que la Chambre des députés ait donné son accord à la ratification du traité de Lisbonne le 18 février 2009 et le Sénat le sien le 6 mai 2009, Václav Klaus multiplie les manœuvres pour en retarder la signature dans l'espoir que l'élection prochaine au Royaume-Uni d'une personnalité conservatrice partageant ses vues permettra l'abandon du traité. À l'automne 2009, un groupe de sénateurs eurosceptiques demande à la Cour constitutionnelle d'examiner la compatibilité du traité de Lisbonne avec l'ordre constitutionnel national. Finalement, cette dernière rend son verdict et rejette le recours le 3 novembre 2009. Le jour même, le président Václav Klaus appose sa signature au bas du texte européen, non sans avoir exprimé une nouvelle fois sa réticence, notamment en ce qui concerne la perte de souveraineté du pays.
L'économiste et fondateur du Parti des citoyens libres, Petr Mach, proche du président Klaus, incarne l'opposition virulente d'une partie de la société tchèque à l'égard de l'Union européenne. À propos du traité de Lisbonne et de l'euro, il a notamment déclaré :

« Nous défendons la souveraineté de la République tchèque et de ce fait nous refusons le traité de Lisbonne. En ce qui concerne l'introduction de l'euro, nous voulons attendre le moment réellement favorable pour la majorité des citoyens tchèques. À cette fin, nous imposerons un référendum. »

En avril 2013, selon un sondage réalisé par le Centre d'étude de l'opinion publique (CVVM), 75 % des sondés se prononcent contre l'adhésion à la zone euro (contre 23 % en 2001). Seulement 18 % expriment un avis positif.

## Géographie

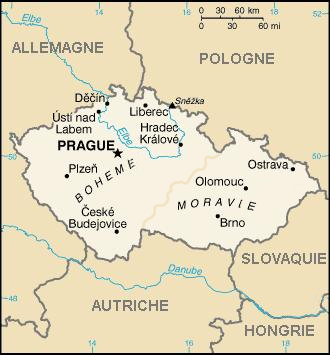
Carte de la Tchéquie.

### Un petit pays enclavé au cœur de l'Europe
Quatre pays seulement bordent la Tchéquie dont les frontières sont de longueurs inégales d'un État à un autre. La Pologne la délimite au nord-est, l'Allemagne est limitrophe à l'ouest et au nord-ouest tandis que l'Autriche partage sa frontière au sud et la Slovaquie à l'est-sud-est.
La Tchéquie fait partie des quelques pays de l'Europe centrale qui ont la particularité géographique de n'avoir aucun rivage maritime à l'instar de la Suisse, du Liechtenstein, de l'Autriche, de la Slovaquie, du Luxembourg et de la Hongrie.

### Un relief peu diversifié

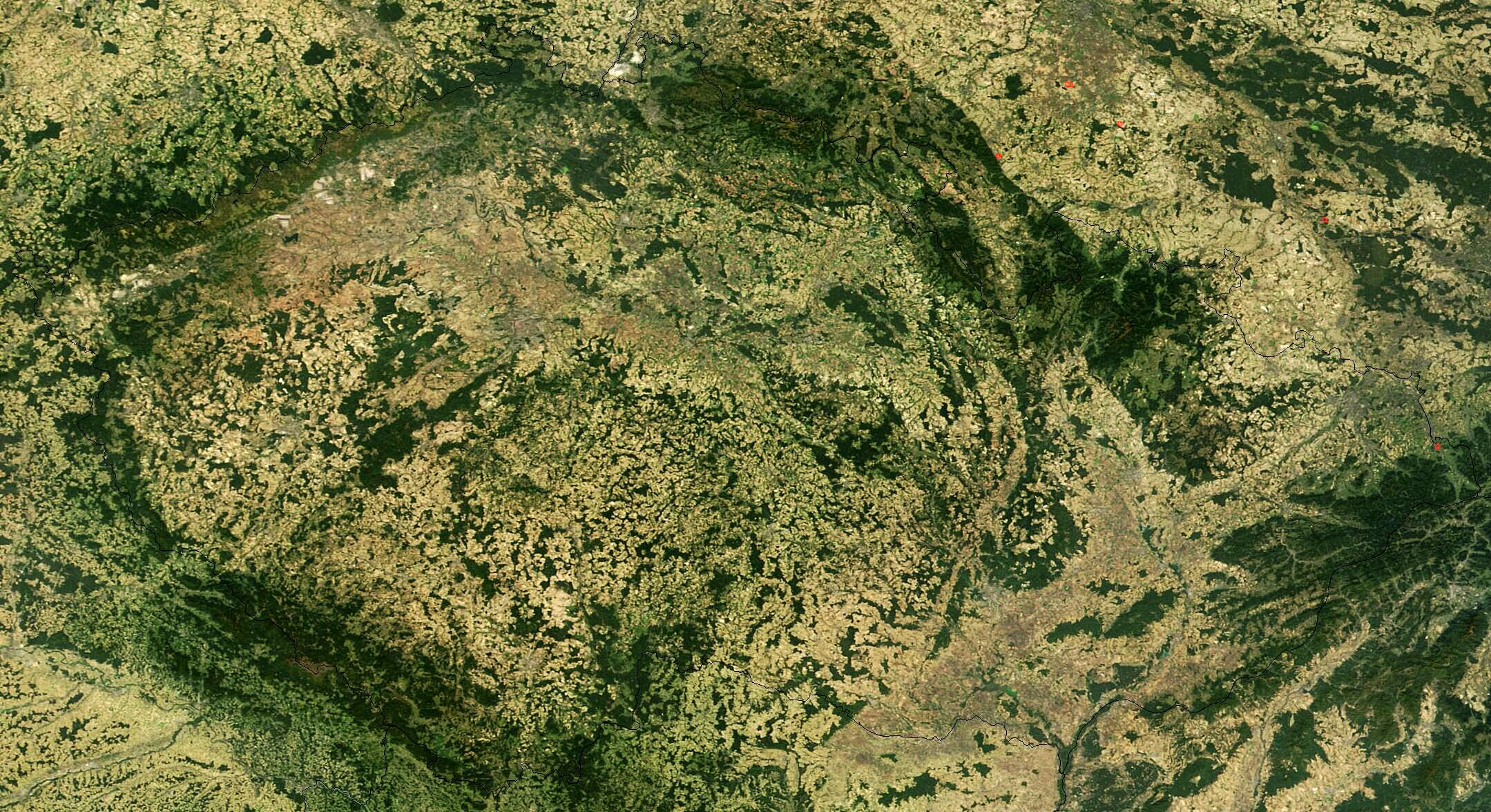
Image satellite de la Tchéquie.

Le paysage tchèque est peu varié mais montagneux en général.
- La partie occidentale du pays qui est représentée par la Bohême consiste en un bassin, parcouru par l'Elbe (Labe en tchèque) et la Vltava (Moldau en allemand), entouré principalement par des basses montagnes comme les Sudètes incluant les monts des Géants, où se trouve aussi le point culminant du pays, le Sniejka avec 1 603 mètres d'altitude.
- La Moravie, dans l'Est, est plus montagneuse et est arrosée par la Morava, elle abrite la source de l'Odra (Oder en allemand).

### Un réseau hydrographique riche
Les eaux de la Tchéquie s'écoulent vers trois mers différentes : la mer du Nord par la Vltava, affluent de l'Elbe qui prend sa source en Tchéquie dans les monts des Géants, la Baltique par l'Oder, et la mer Noire par la Morava, affluent du Danube.

### Un climat continental globalement tempéré
Le climat local est tempéré, avec des étés chauds et des hivers froids, nuageux et humides, ce qui est un exemple d'influences continentale et océanique conjuguées.

### Préservation de l'environnement

#### Réseau européen Natura 2000
Le réseau Natura 2000 rassemble des sites naturels ou semi-naturels de l'Union européenne ayant une grande valeur patrimoniale, par la faune et la flore exceptionnelles qu'ils contiennent.
En décembre 2018, la Tchéquie comptait 1153 sites dont :
- 41 zones de protection spéciale (ZPS) pour les oiseaux sur une superficie de 7 035 km2.
- 1112 zones spéciales de conservation (ZSC) (dont les pSIC, SIC) pour les habitats et les espèces sur une superficie de 7 951 km2.
- La superficie totale est de 11 148 km2, ce qui représente 14,1 % de la surface terrestre du territoire de la Tchéquie[39],[40].

#### Parcs nationaux de Tchéquie
- Krkonoše
- Podyjí
- Suisse bohémienne
- Šumava

### Subdivisions administratives

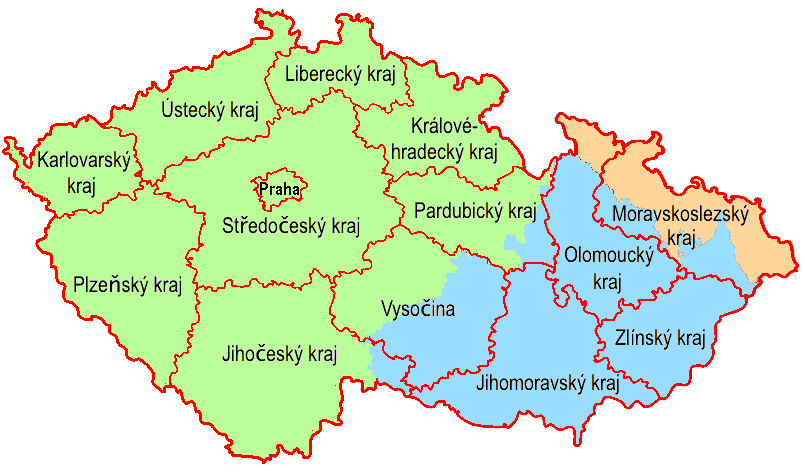
La Tchéquie formée de la Bohême (vert), de la Moravie (bleu) et de la Silésie tchèque (orange).

La Tchéquie est divisée en quatorze zones administratives appelées régions (kraje, au singulier kraj) et 6 254 communes (obce, au singulier obec). Prague, la capitale du pays, a également le statut de région à part entière, elle est située au milieu de la plus grande région, celle de la Bohême centrale.
Les districts (pl. okresy, sing. okres) ont été officiellement supprimés en tant que collectivités territoriales le 1er janvier 2003, dans le cadre de la seconde phase de réforme territoriale. Les compétences des districts ont été transférées partiellement aux régions et partiellement aux municipalités à compétence étendue. Toutefois, les districts subsistent comme unité territoriale de base pour les tribunaux, les services déconcentrés de l'État, les unités organisationnelles de la police de la Tchéquie, éventuellement d'autres institutions publiques. Ils sont également utilisés en tant qu'unité statistique. Les districts ont également été utilisés jusqu'au 1er janvier 2008 comme unité statistique européenne de niveau NUTS4, niveau supprimé depuis pour la Tchéquie.
|   | Région                   | Capitale         |
| - | ------------------------ | ---------------- |
| A | Prague                   | Praha (Prague)   |
| S | Bohême-Centrale          | Praha (Prague)   |
| C | Bohême-du-Sud            | České Budějovice |
| P | Région de Plzeň          | Plzeň (Pilsen)   |
| K | Région de Karlovy Vary   | Karlovy Vary     |
| U | Région d'Ústí nad Labem  | Ústí nad Labem   |
| L | Région de Liberec        | Liberec          |
| H | Région de Hradec Králové | Hradec Králové   |
| E | Région de Pardubice      | Pardubice        |
| M | Région d'Olomouc         | Olomouc          |
| T | Moravie-Silésie          | Ostrava          |
| B | Moravie-du-Sud           | Brno             |
| Z | Région de Zlín           | Zlín             |
| J | Vysočina                 | Jihlava          |

## Démographie

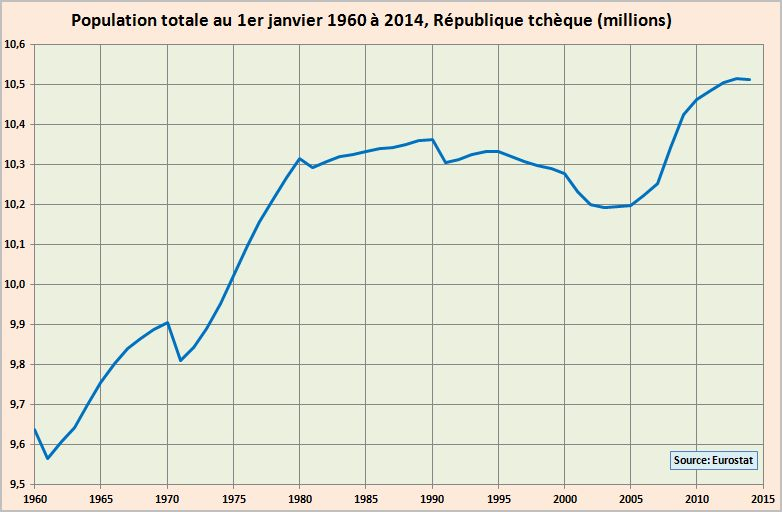
Évolution de la population totale au 1 janvier entre 1960 et 2014 (en millions, données Eurostat).

La population totale du territoire qui est aujourd'hui la Tchéquie a peu varié du début du vingtième siècle (9,3 millions) à 1939 (11,2 millions). Après la perte d'environ trois millions d'habitants pendant et juste après la Deuxième Guerre mondiale (8,8 millions en 1947), la croissance démographique a repris, mais de plus en plus faible puis quasi nulle. Avec la fin du régime communiste, la population baissait légèrement de 10,36 millions en 1990 à 10,19 millions en 2003, avant de reprendre modérément (10,65 millions au 1er janvier 2019). Le solde migratoire reste positif, en particulier grâce à l'immigration venant de pays de l'ex-URSS.

## Religion
La Tchéquie est l'un des pays les moins religieux du monde[réf. nécessaire]. Lors du recensement de 2011, 34 % de la population déclaraient ne pas avoir de religion et 45 % ne répondaient pas à la question sur l'affiliation religieuse. On dénombrait également 10 % de catholiques et 1 % de protestants.
La Bohême et la Moravie ont été marquées par la confrontation entre l'Église catholique et les tenants de la Réforme protestante. Or, au moins depuis le XVIIIe siècle, l'ensemble des croyants cohabitaient paisiblement, aux côtés de l'importante minorité juive — au moins 5 % de la population —, décimée pendant la Shoah puis émigrée en Israël après 1947.

### Catholicisme en Tchéquie

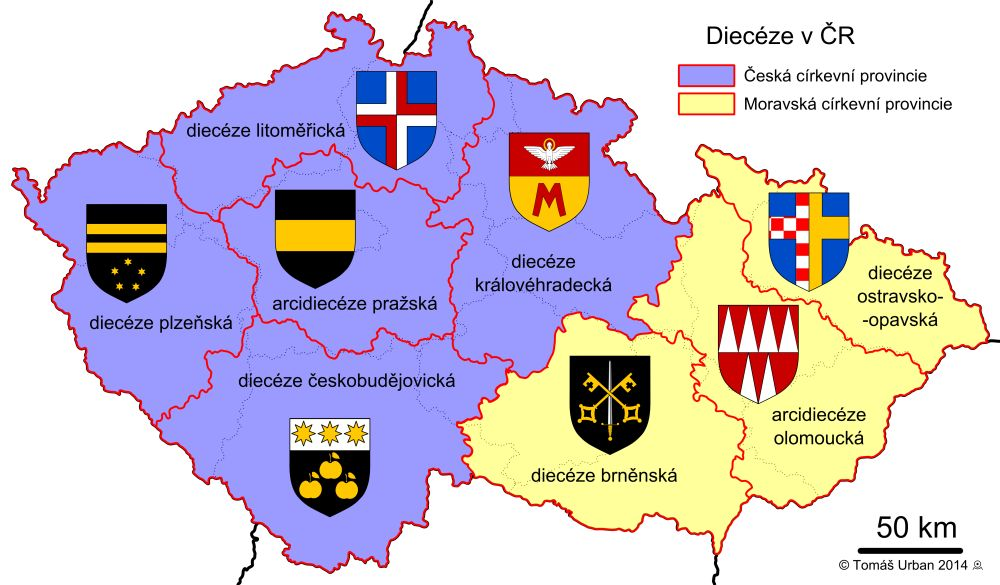
Les diocèses catholiques de la Tchéquie.

Il y a un peu plus d'un million de catholiques, ce qui représente donc un dixième de la population totale. Ils sont répartis en huit diocèses dont deux sont des archidiocèses mais peuvent aussi relever de juridictions autres s'ils sont de rite byzantin.
Le catholicisme, qui a pu se développer surtout grâce à l'influence des Habsbourg, subit la répression des communistes arrivés au pouvoir en 1948. Ces derniers confisquèrent toutes les propriétés de l'Église et persécutèrent de nombreux prêtres : églises saisies, prêtres emprisonnés ou exécutés. Certains offices étaient cependant permis lorsque menés par des prêtres étroitement encadrés, payés par l'État et surveillés par la police secrète. Après la révolution de Velours, certains monastères et églises furent restitués mais pas dans leur intégralité ni les autres propriétés d'antan. En janvier 2012, un compromis, sous forme de dédommagement financier, aboutit entre le gouvernement et l'Église catholique tchèque dont la figure actuelle la plus importante est le cardinal Dominik Duka. Cependant, le problème de la propriété de la cathédrale Saint-Guy de Prague persiste.

## Économie
Des pays émergents de l'Europe centrale, la Tchéquie offre l'économie la plus industrialisée et la plus développée. C'est l'un des ex-pays communistes les plus stables et les plus prospères.[réf. nécessaire]

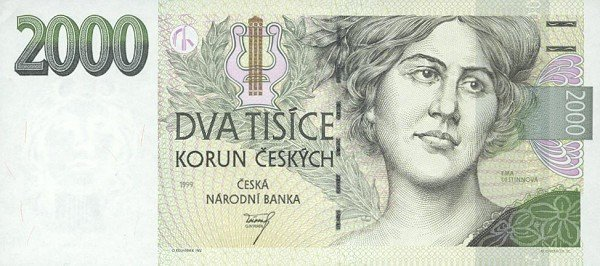
Billet de 2000 couronnes (Kč) représentant Emmy Destinn.

De la révolution de Velours (17 au 24 novembre 1989) à nos jours, le pays a dû démanteler une économie planifiée parmi les plus rigides de la région et opérer une transition vers l'économie de marché puis assurer sa propre préparation économique et législative à l'élargissement de l'Union européenne. En 2015 31 % de son commerce extérieur se font avec l'Allemagne contre seulement 5 % avec la France. En 2024 le pays est classé en 30e position pour l'indice mondial de l'innovation.
La monnaie est la couronne tchèque.
L'écart de l'espérance de vie entre les personnes diplômées et les personnes non diplômées est de 18 ans en Tchéquie.

## Transports
Le pays compte près de sept réseaux de tramway Škoda 15 T, dont celui de Prague qui est un des plus grands d'Europe, ainsi que treize réseaux de trolleybus.
La capitale compte aussi un réseau de métro.
La Tchéquie compte deux constructeurs d'autobus, équipant la plupart des réseaux tchèques : TEDOM et SOR.
Le transport ferroviaire est assuré par plusieurs opérateurs : l'entreprise historique, České dráhy ou ČD, a scindé ses activités entre transport et infrastructure, puis l'ouverture à la concurrence est effective depuis 1993 et l'arrivée de Railjet.
La firme Škoda est un fabricant de locomotives et tramways, son ancienne filiale automobile, Škoda Auto, appartenant au groupe Volkswagen depuis 1991.

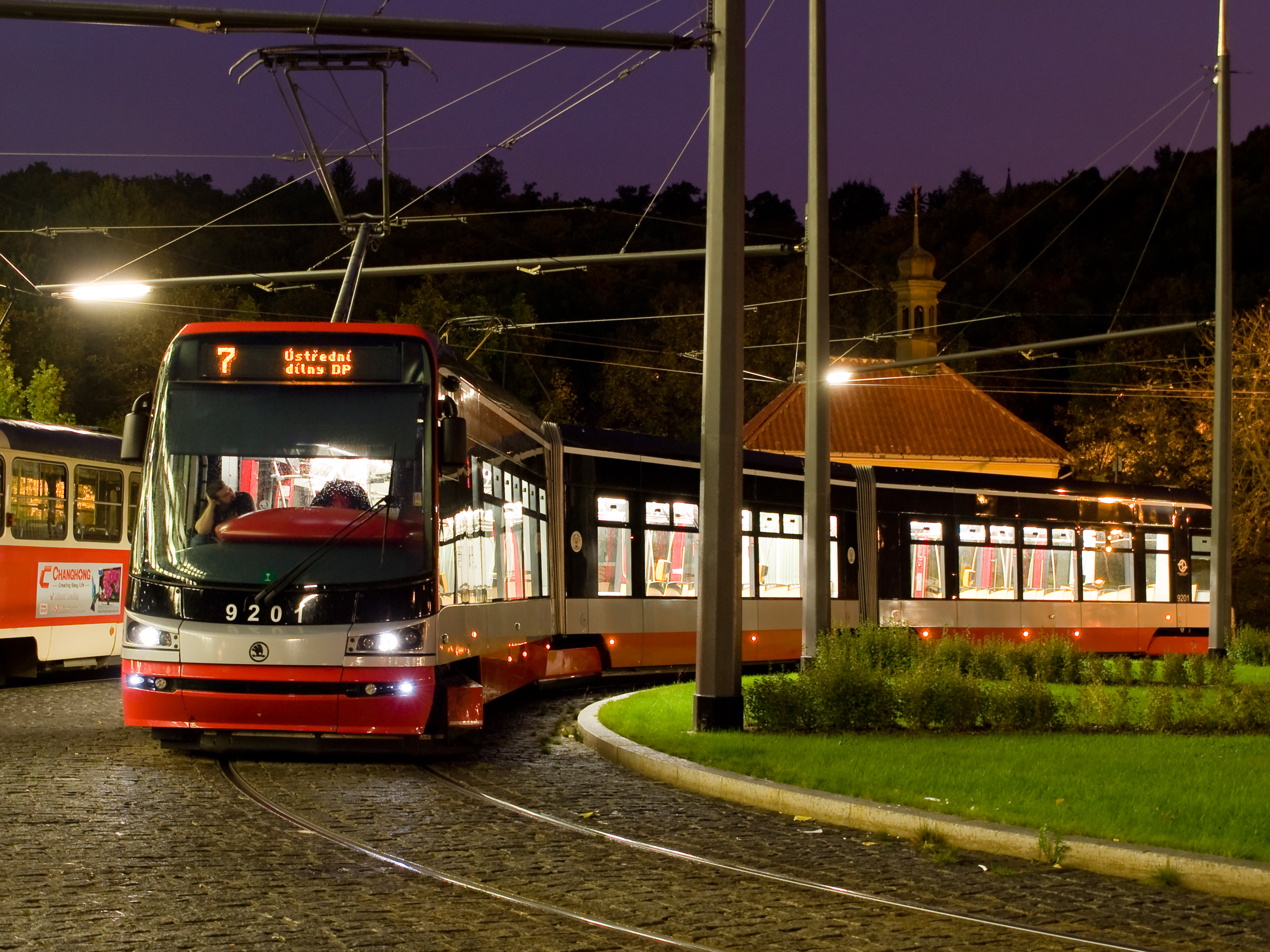
Tramway Škoda 15 T.
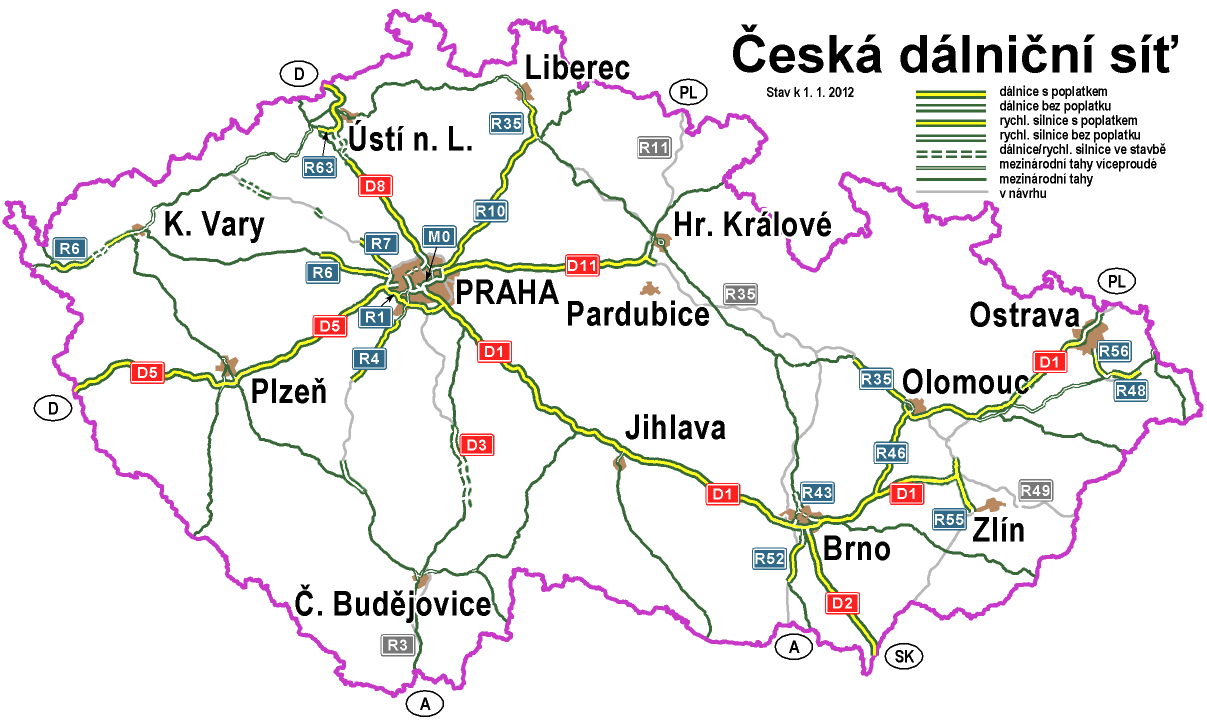
Réseau routier tchèque.
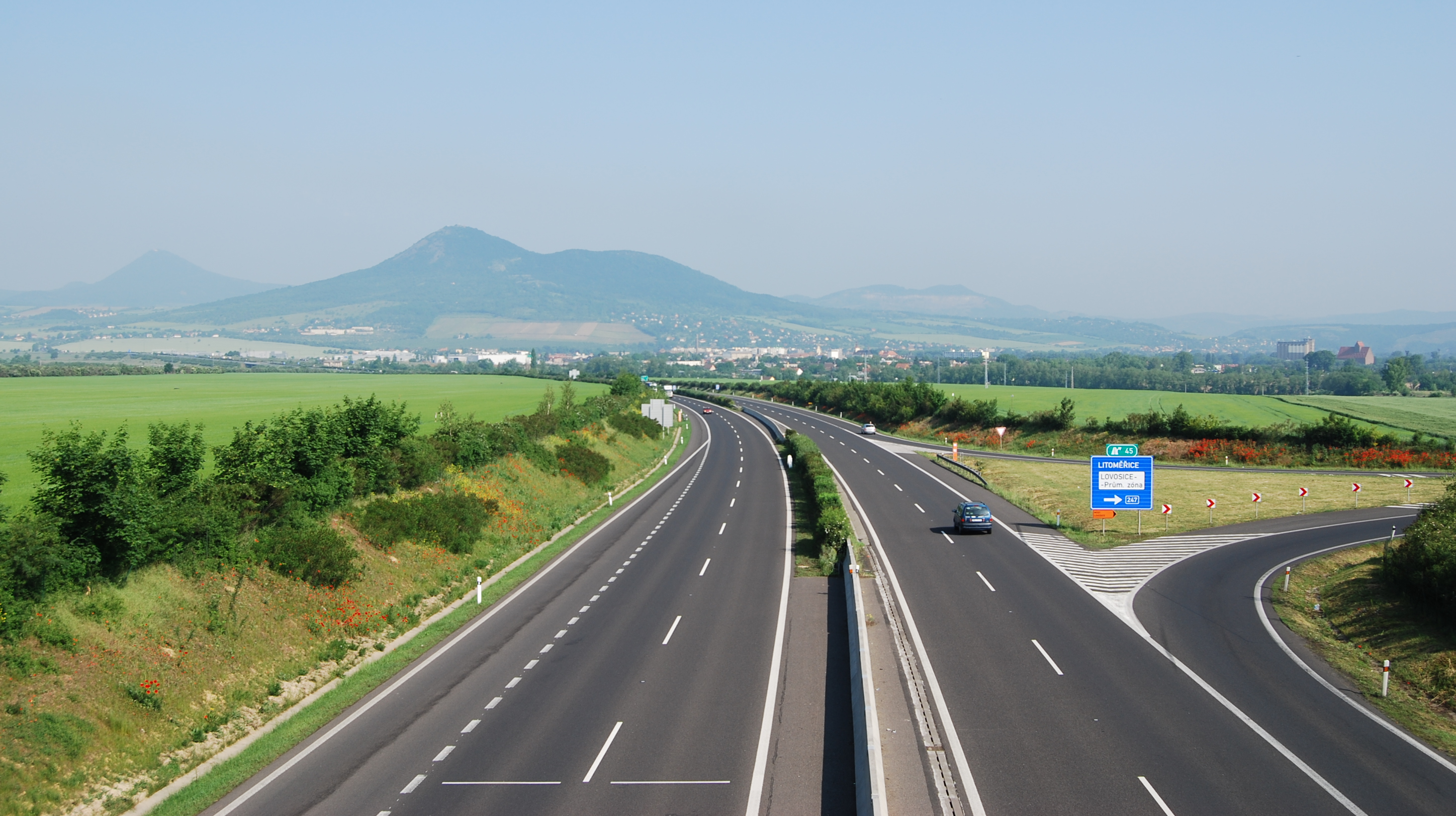
Autoroute D8 passant près de Lovosice.
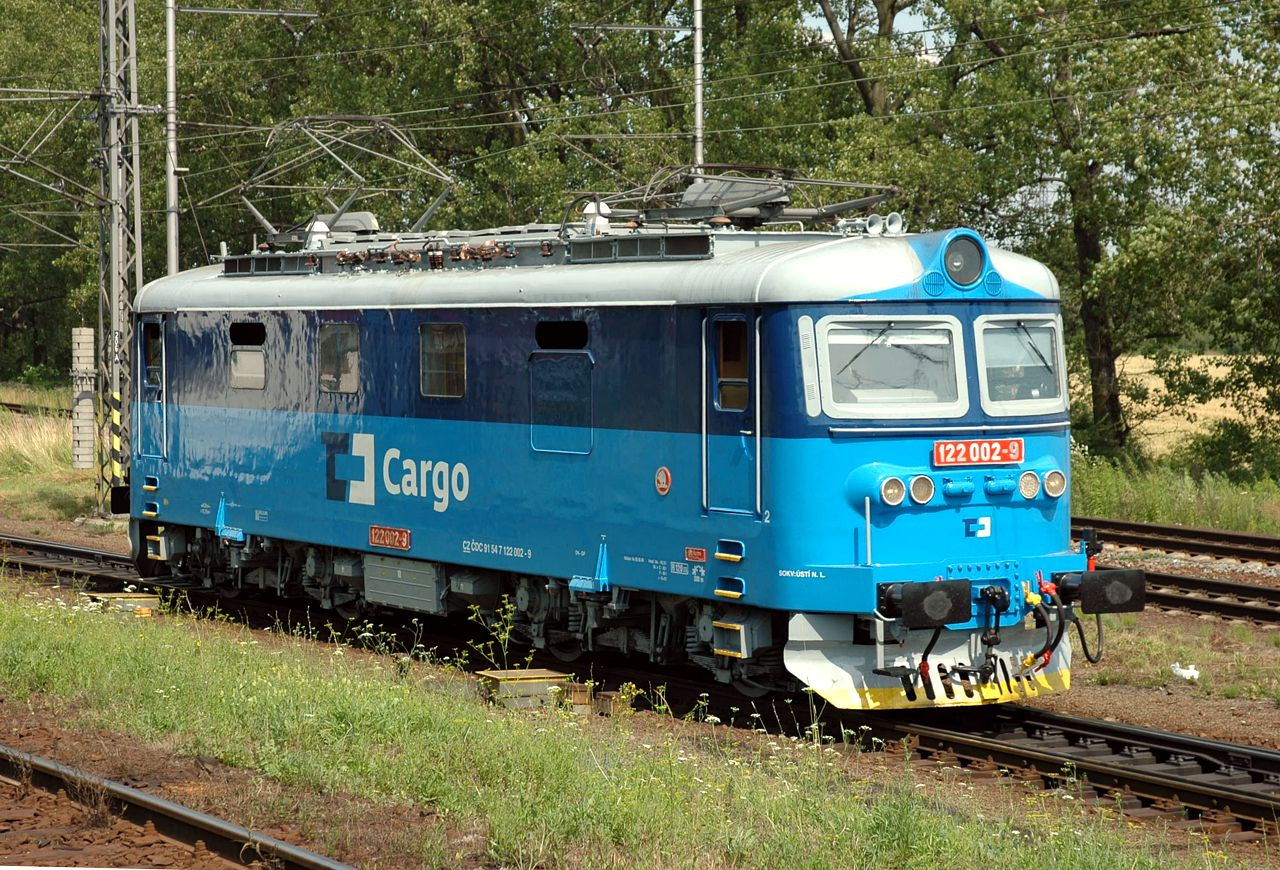
Locomotive Škoda des ČD.

## Culture

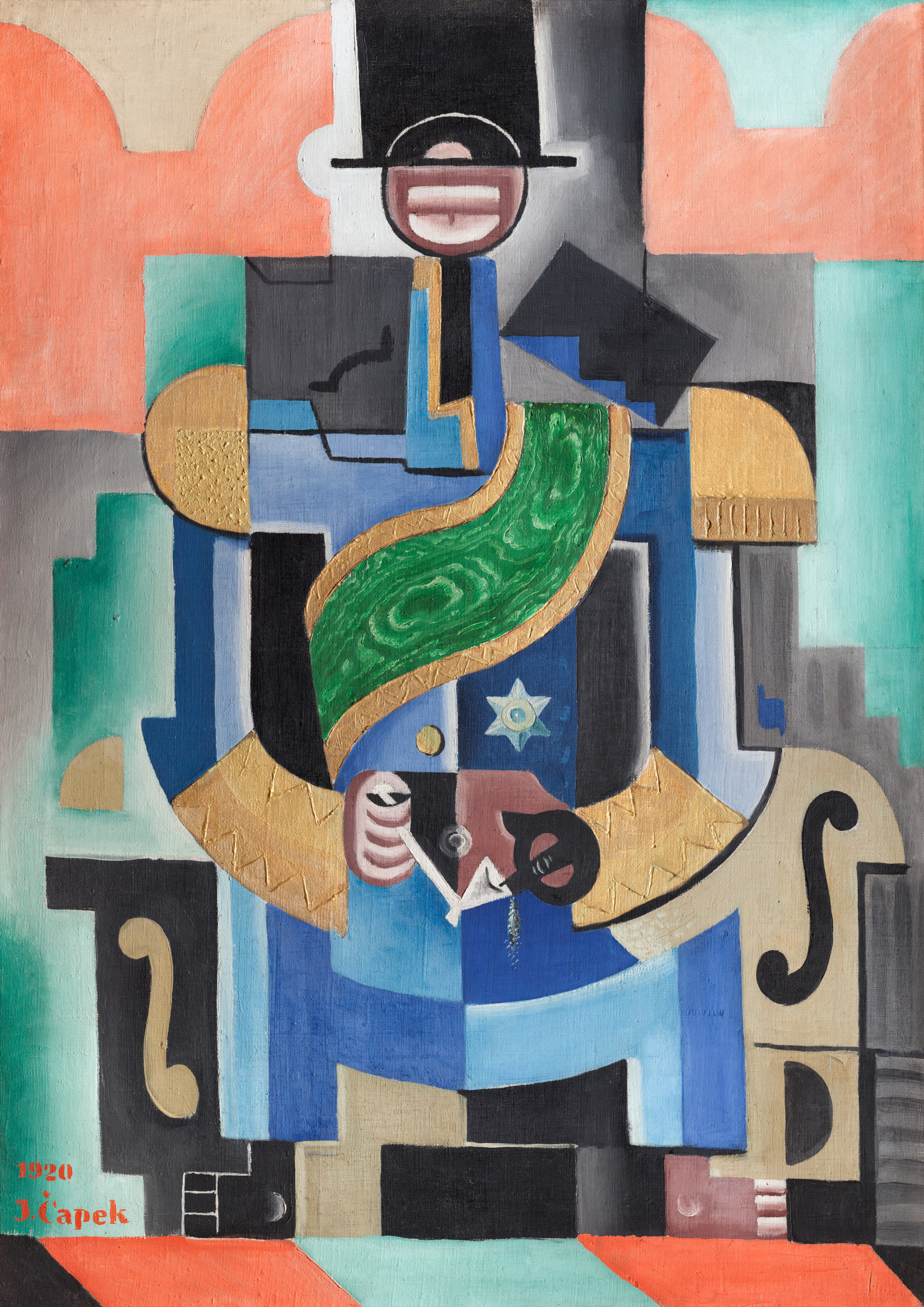
Un exemple du cubisme tchécoslovaque : Roi africain, peinture de Josef Čapek.

La Tchéquie a une grande tradition musicale. Les compositeurs les plus célèbres sont Antonín Dvořák, Bedřich Smetana, Leoš Janáček, Bohuslav Martinů, Johann Stamitz, Jan Dismas Zelenka, les frères Benda (Jan, Jiří et František), Josef Suk, Antoine Reicha, Josef Mysliveček (parlant tchèque) et Gustav Mahler et Heinrich Biber (germanophones).
La littérature tchèque est représentée par de nombreux auteurs tant d'expression tchèque (Milan Kundera, Václav Havel, Karel Čapek, Jaroslav Seifert, Jaroslav Hašek, Bohumil Hrabal, Jan Neruda, Božena Němcová) qu'allemande (Franz Kafka, Rainer Maria Rilke, Gustav Meyrink, ou encore Max Brod). 
Julius Fučík ou Milena Jesenská sont des journalistes connus.
L'art cinématographique tchèque a connu son apogée dans les années 1960, dans le travail de la dite Nouvelle vague tchèque (Miloš Forman, Jiří Menzel, Věra Chytilová), et du créateur surréaliste Jan Švankmajer. Il y a aussi une forte tradition du film d'animation et de marionnettes (Zdeněk Miler, Jiří Trnka, Karel Zeman).
Le plus célèbre peintre tchèque dans le monde est le représentant du mouvement Art nouveau Alfons Mucha. D'autres noms importants sont František Kupka, Anton Raphael Mengs, Josef Čapek, Wenceslas Hollar ou Josef Lada. La Tchéquie compte d'autres artistes (David Černý, Josef Koudelka) contemporains de renommée internationale.
L'architecte autrichien Adolf Loos a eu un rôle très important dans le développement du modernisme architectural, plusieurs de ses réalisations se trouvant sur le territoire de la Tchéquie. Des architectes comme Jan Kotěra et Josef Gočár ont également participé au modernisme architectural. 
D'autres arts, tels que l'ornement, les travaux de vannerie, la céramique, les objets tressés, ont été étudiés par le Centre de la production artistique populaire des pays tchèques.

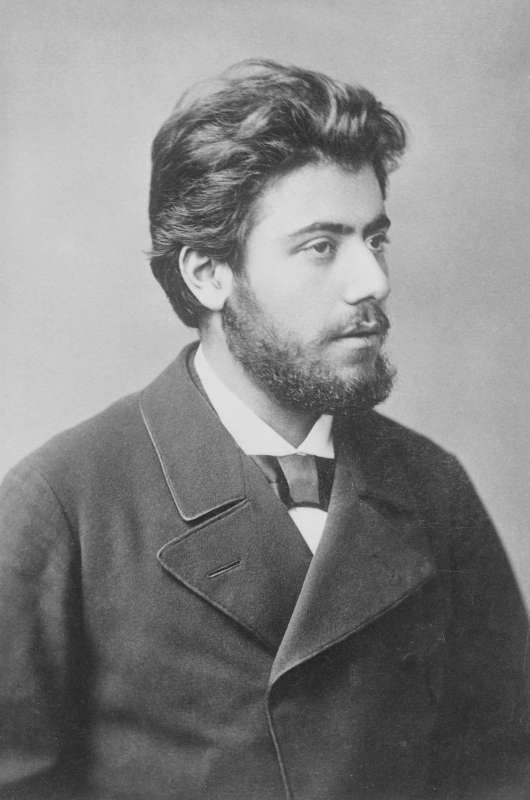
Gustav Mahler.
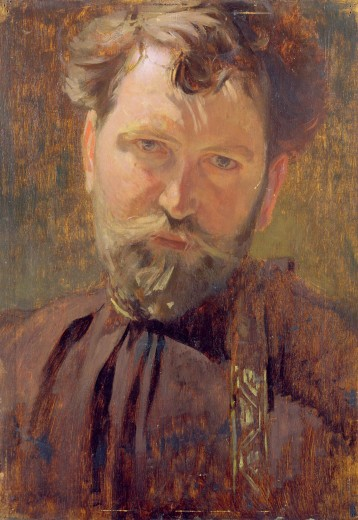
Alfons Mucha.
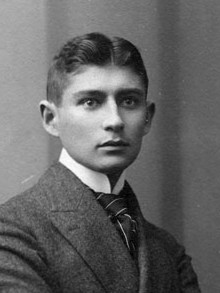
Franz Kafka.
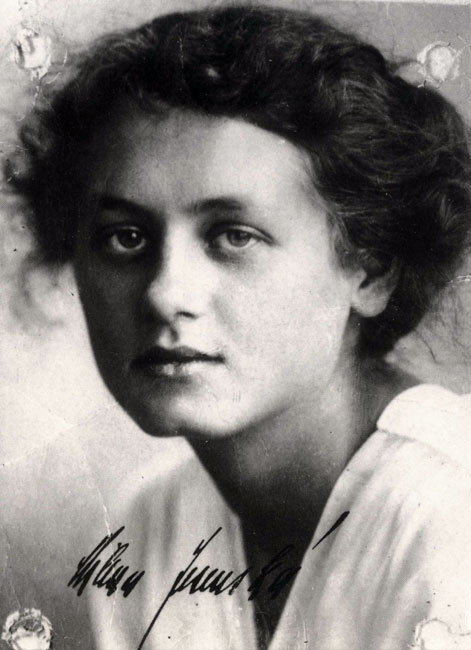
Milena Jesenská.
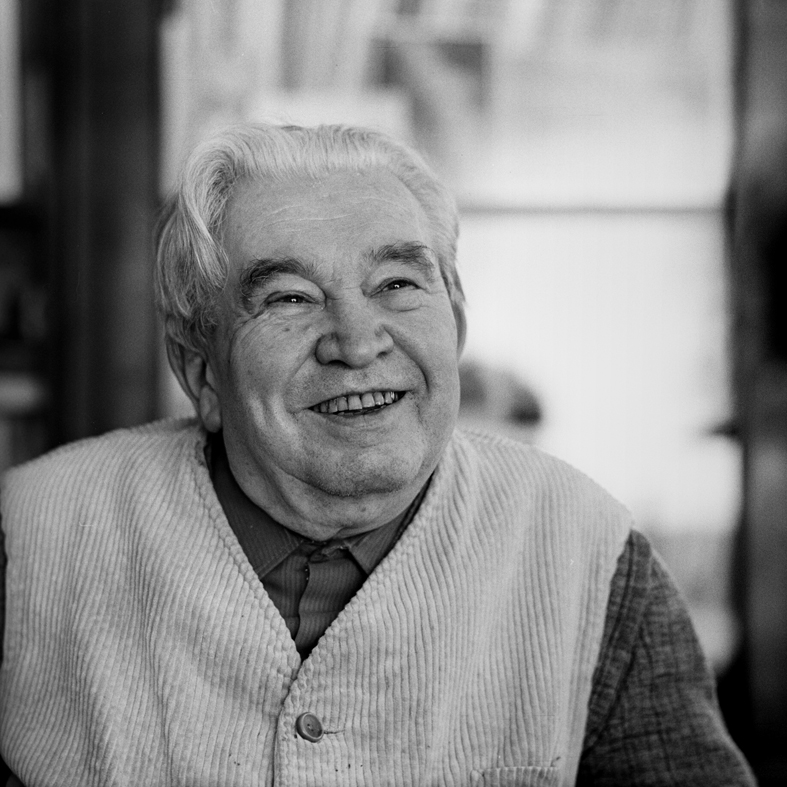
Jaroslav Seifert.
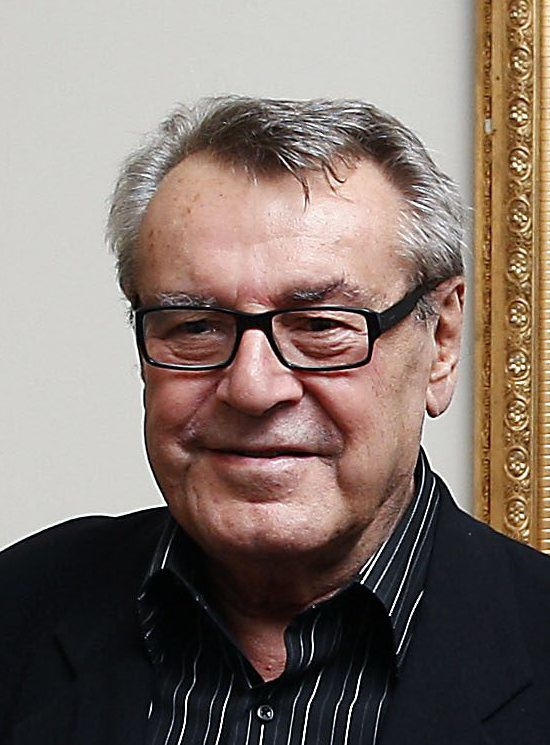
Miloš Forman.
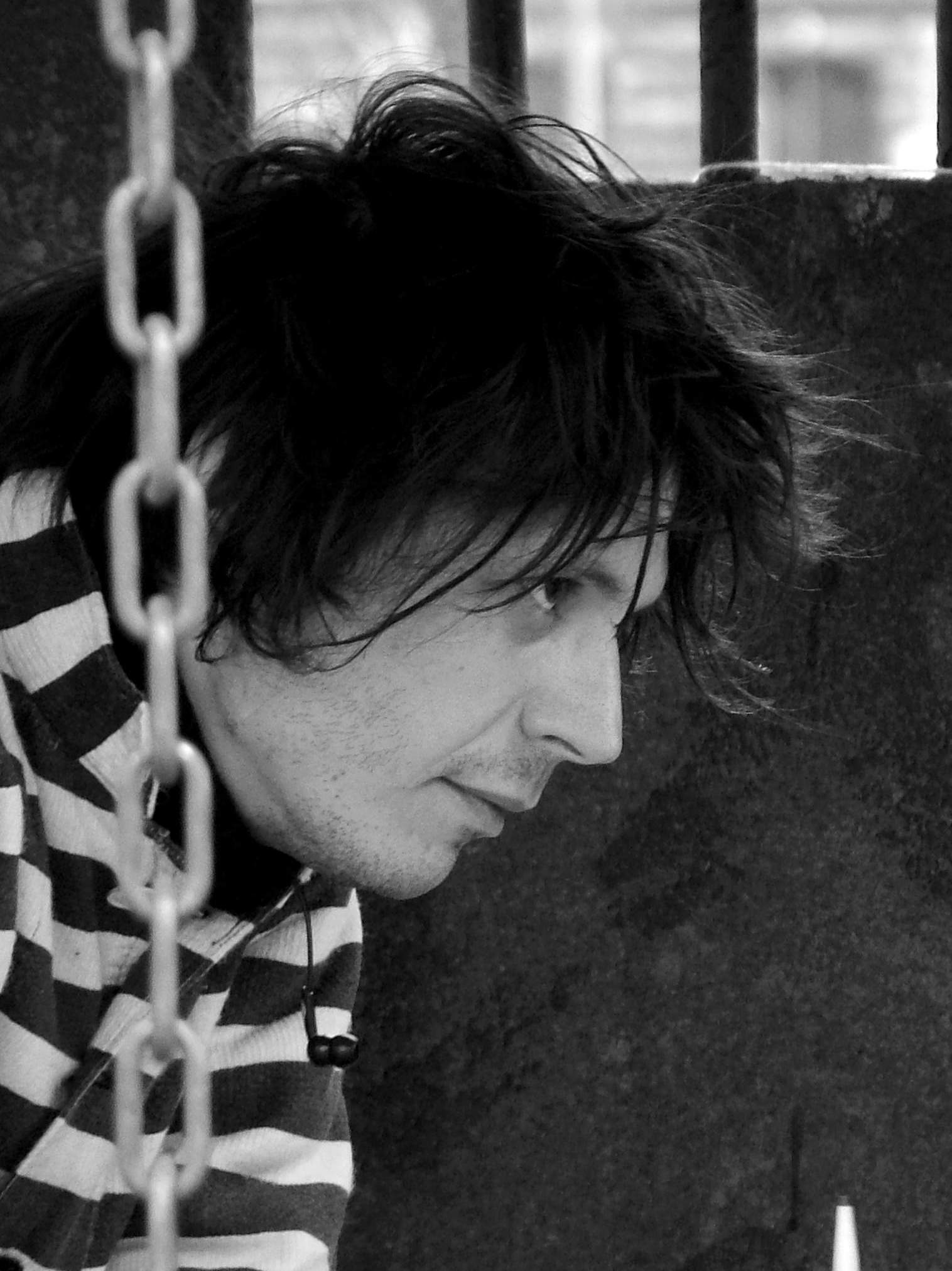
David Černý.

## Fêtes et jours fériés
| Date                                                          | Nom français                                   | Nom local                           | Remarques                                                                                 |
| ------------------------------------------------------------- | ---------------------------------------------- | ----------------------------------- | ----------------------------------------------------------------------------------------- |
| 1er janvier                                                   | Jour de l'an                                   | Nový rok                            |                                                                                           |
| Le premier lundi suivant la première pleine lune de printemps | Lundi de Pâques                                | Velikonoční pondělí                 |                                                                                           |
| 1er mai                                                       | Fête du travail                                | Svátek práce                        | Traditionnellement le jour de nombreuses manifestations syndicales et politiques          |
| 8 mai                                                         | Libération 1945                                | Den osvobození                      | Commémoration de la fin de la Seconde Guerre mondiale en Europe                           |
| 5 juillet                                                     | Arrivée de Cyrille et Méthode en Moravie       | Příchod Cyrila a Metoděje na Moravu | L’évangélisation des peuples slaves en Grande-Moravie en 863                              |
| 6 juillet                                                     | Jan Hus                                        | Upálení Jana Husa                   | Le Martyre de Maître Jan Hus en 1415 à Constance                                          |
| 28 septembre                                                  | Fête nationale                                 | Den české státnosti                 | La mort de saint Venceslas, en 929 ou 935                                                 |
| 28 octobre                                                    | Fête nationale                                 | Vznik Československa                | La naissance de la Tchécoslovaquie (octobre 1918) à la fin de la Première Guerre mondiale |
| 17 novembre                                                   | Journée de lutte pour la liberté et démocratie | Den boje za svobodu a demokracii    | Le début de la révolution de Velours en 1989                                              |
| 24 décembre                                                   | Veille de Noël                                 | Štědrý den                          |                                                                                           |
| 25 décembre                                                   | Premier jour de Noël                           | První svátek vánoční                | La naissance de Jésus Christ                                                              |
| 26 décembre                                                   | Second jour de Noël                            | Druhý svátek vánoční                |                                                                                           |

## Science
|                     |  |                            |
| Jaroslav Heyrovský. |  | Gerty Cori avec Carl Cori. |

Sur le territoire de la Tchéquie sont nées de nombreuses personnalités scientifiques germanophones, telles que le fondateur de la psychanalyse Sigmund Freud, le fondateur de la génétique Gregor Mendel, le créateur de la phénoménologie Edmund Husserl, le logicien Kurt Gödel, les psychologues Max Wertheimer et Stanislav Grof, les nobelisés Jaroslav Heyrovský (chimie), Gerty Theresa Cori et Carl Ferdinand Cori (physiologie ou médecine), Peter Grünberg (physique) et Bertha von Suttner (paix), le physicien Ernst Mach, les économistes Joseph Schumpeter et Eugen von Böhm-Bawerk, le constructeur automobile Ferdinand Porsche, l'astronome Johann Palisa, le théoricien du droit Hans Kelsen, le politologue Ernest Gellner, les musicologues Eduard Hanslick et Guido Adler, les philosophes Bernard Bolzano, Karl Kautsky et Vilém Flusser.

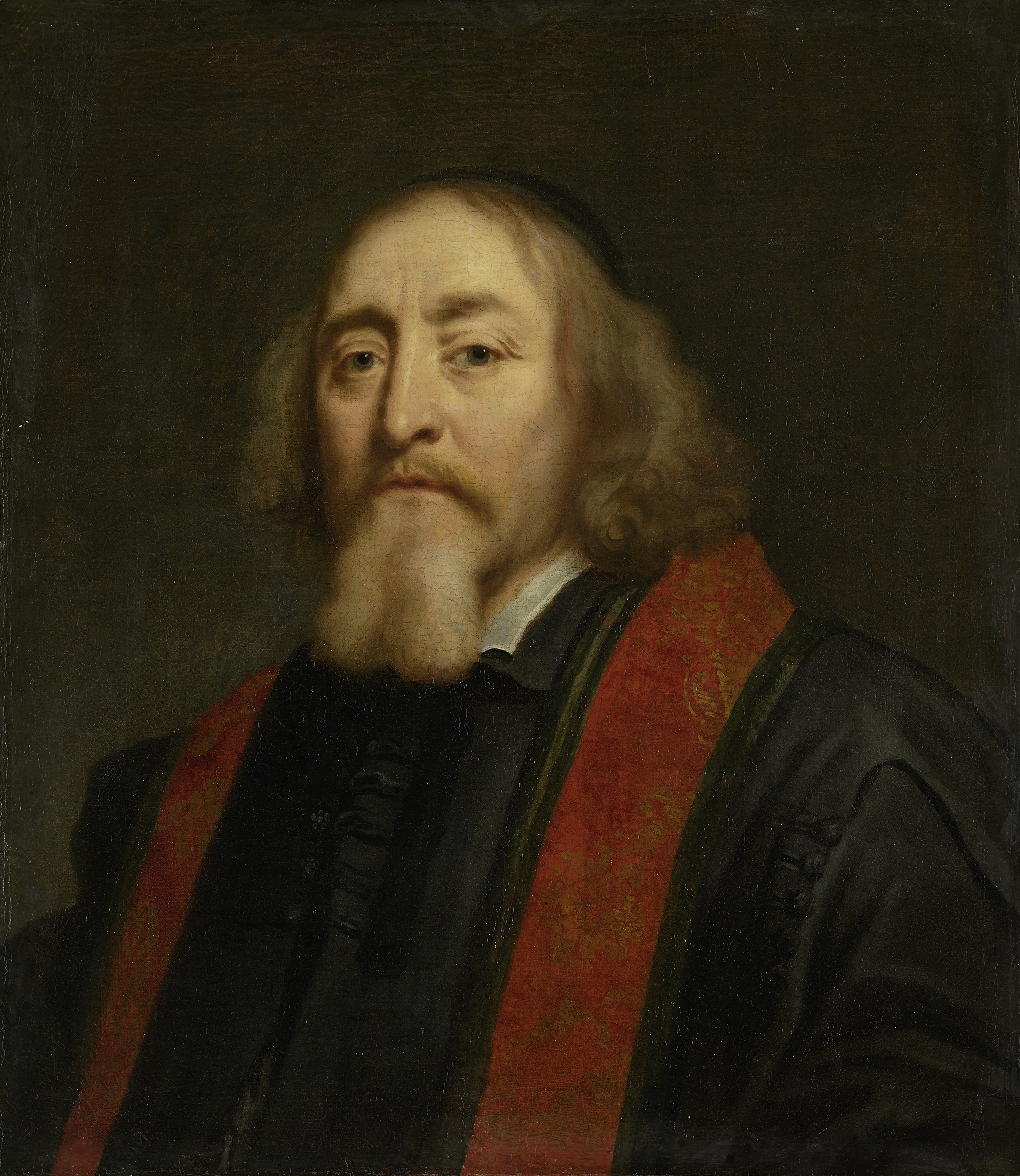
Comenius.

La philosophie tchèque a été façonnée au Moyen Âge par Jan Hus, Jérôme de Prague ou Petr Chelčický. Comenius est le père de la pédagogie moderne. La philosophie tchèque du XXe siècle est représentée par Jan Patočka, Karel Kosík, Egon Bondy ou Ladislav Klíma. L'historien František Palacký a été le premier homme politique tchèque moderne et il est souvent appelé le « père de la nation ». La pensée sociologique tchèque a été créée par Tomáš Masaryk. Il y a une forte tradition de linguistique (Bedřich Hrozný, Josef Dobrovský, Pavel Jozef Šafárik, Josef Jungmann, Vilém Mathesius, Julius Pokorny, René Wellek, Jan Mukařovský) ou de biologie (Jan Evangelista Purkinje, Karel Bořivoj Presl, Jan Svatopluk Presl, Heinrich Wilhelm Schott, Jiří Josef Camel).
Aloys Senefelder est l'inventeur de la technique de la lithographie. Joseph Ressel créa le premier bateau propulsé par une hélice. Karl von Terzaghi était le père de la géotechnique et de la mécanique des sols. Naturalisé, Viktor Kaplan a inventé la turbine du même nom. Otto Wichterle a inventé des lentilles de contact. Le mathématicien Eduard Čech était un topologue important. Karel Jaromír Erben et František Ladislav Čelakovský étaient des folkloristes de premier plan. Ferdinand von Hebra a fondé la Nouvelle École de dermatologie de Vienne, Carl von Rokitansky et Joseph Škoda la deuxième école de médecine viennoise, l'historien de l'art Max Dvořák a grandi à Vienne aussi. Konstantin Jirecek a fondé une branche de la byzantologie. Ignaz von Born a été le fondateur de la géologie tchèque.
D'autres noms importants : Antonín Mrkos, Herbert Feigl, Franz Bardon, Tomáš Špidlík, Karel Domin, Johannes Widmann, Julius Vincenz von Krombholz, Friedrich von Berchtold, Kaspar Maria von Sternberg, Hans Tropsch, František Běhounek, Franz Josef von Gerstner, Christian Mayer, Pavel Pavel, Aleš Hrdlička, August Wilhelm Ambros, Lubor Niederle, Anton Springer, Ferdinand Stoliczka, Wenceslas Bojer, Zdenko Skraup, Emil Holub, Miroslav Hroch, Miroslav Verner, Alois Musil, Jan Janský, Jan Marek Marci, František Křižík.

## Sport

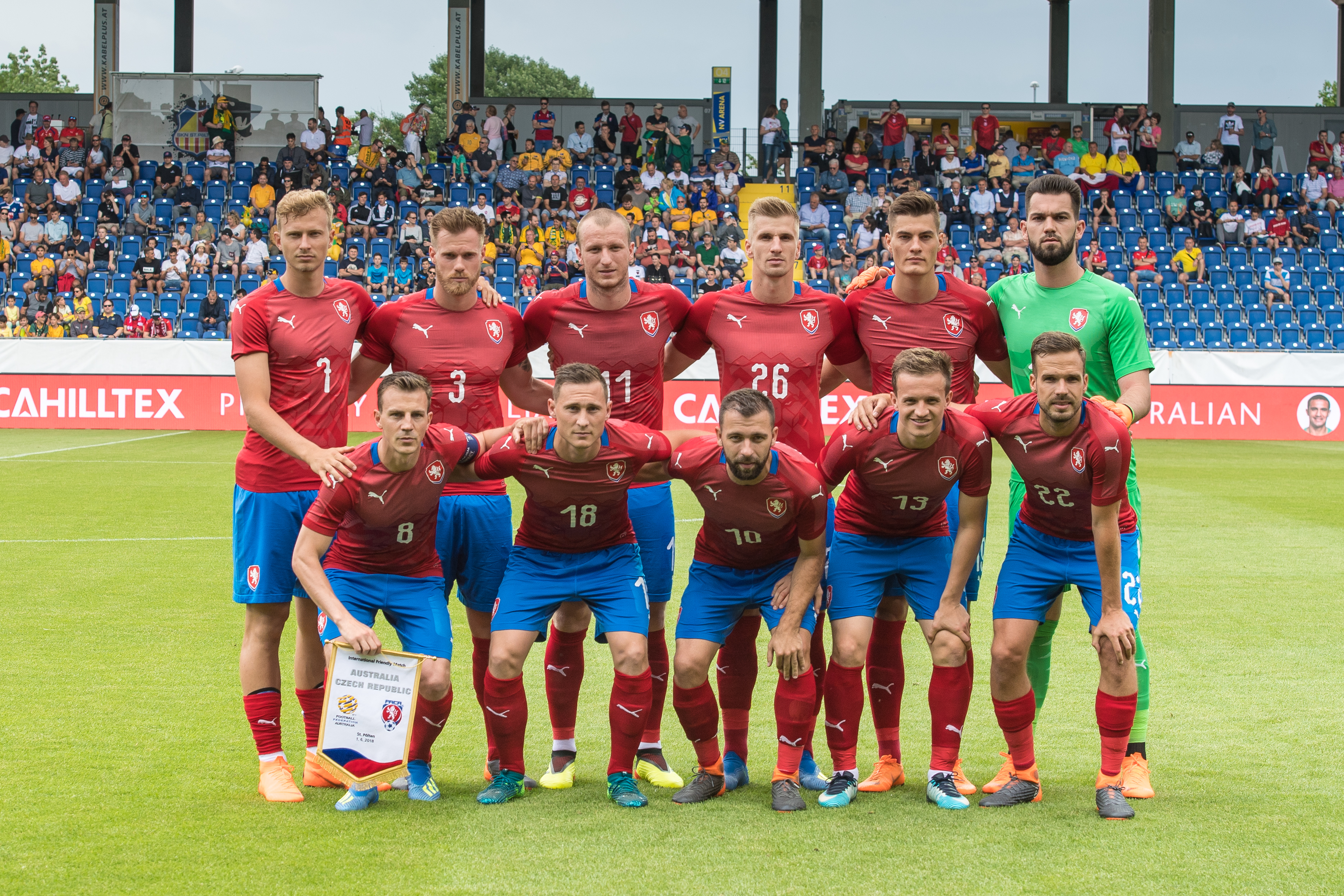
Équipe de Tchéquie de football.

Les athlètes tchèques les plus célèbres sont le grimpeur Adam Ondra, les coureurs Emil Zátopek, Josef Plachy et Jarmila Kratochvílová, la gymnaste Věra Čáslavská, les joueurs de tennis Martina Navrátilová, Ivan Lendl, Tomáš Berdych, Radek Štěpánek et Petra Kvitová, les joueurs de hockey sur glace Jaromír Jágr, Dominik Hašek et Milan Hejduk, la patineuse de vitesse Martina Sáblíková, les lanciers Jan Železný et Barbora Špotáková, les footballeurs Josef Masopust, Karel Poborský, Petr Čech, Pavel Nedvěd et Tomáš Rosický.